# Maati Jorio
Maati Jorio (arabisch معطي جوريو; * 1934 in Rabat; † 4. Januar 2022 ebenda) war ein marokkanischer Politiker und Diplomat.
Er war Doktor der Politikwissenschaft der Universität Toulouse.

## Werdegang
Von 1957 bis 1964 leitete er die Abteilung Verwaltung des Ministeriums für öffentliche Arbeiten und Kommunikation.
Von 1964 bis 1971 war er Generalsekretär des Innenministeriums.
Von 4. August 1971 bis 2. November 1972 war er im Regierungskabinett von Mohammed Karim Lamrani Landwirtschaftsminister.
Von 1973 bis 1977 war er Botschafter in Bukarest.
Von 1977 bis 1978 war er Botschafter in Moskau.
Von 1978 bis 1981 war er Botschafter in Madrid.
Von 1981 bis 1982 war er Botschafter in Tripolis.
Von 1982 bis 1984 war er Botschafter in Ottawa.
Von 1984 bis 1986 war er Botschafter in Washington, D.C.

## Familie
Maati Jorio war mit Aicha Zebdi verheiratet, das Paar hatte drei Kinder: Leila, Asma und Hassan.